# 다무라 다쓰아키
다무라 다쓰아키(일본어: 田村建顕, 1656년 6월 30일 ~ 1708년 2월 18일)는 이와누마번의 2대 번주이자, 이치노세키번(다무라 가문)의 초대 번주이다. 어릴적 이름은 센카쓰(千勝)이며, 초명은 무네나가(宗長)였다. 관위는 종5위하, 우쿄노다이부(右京大夫), 이나바노카미(因幡守)였다.
이와누마번의 초대 번주 다무라 무네요시의 둘째 아들로 태어났다. 1678년, 아버지가 사망하면서 가독을 이었고, 1681년, 이와누마에서 이치노세키로 이봉되었다. 학문에 뛰어나서 쇼군 도쿠가와 쓰나요시에게 특히 총애받았고, 1691년에는 도자마 다이묘임에도 불구하고 후다이 다이묘에게만 허락되던, 격일마다 에도 성에 나아가 쇼군의 자문역을 하는 오쿠즈메(奥詰)직에 오르게 되었다. 1692년에는 무가 예식을 관장하는 소자반(奏者番)에 임명되었고, 1693년에는 성주격이 되었다. 1701년, 아코번주 아사노 나가노리가 충신장의 발단으로 유명한 칼부림 사건을 일으키자, 쓰나요시의 명령으로 나가노리를 에도 시바(芝)에 있는 자신의 번저에 안치하고 저택 마당에서 할복하게 하였다. 1708년, 53세의 나이로 사망하였고, 그 뒤를 사위인 다무라 노부아키가 이었다.
| 전임 다무라 무네요시 | 제2대 이와누마번 번주 1678년 ~ 1681년 | 후임 폐번 |

| 전임 다테 무네카쓰 | 제1대 이치노세키번 번주 1681년 ~ 1708년 | 후임 다무라 노부아키 |